# Василишковский район
Василишковский район (бел. Васілішкаўскі раён) — административно-территориальная единица в составе Белорусской ССР, существовавшая в 1940—1960 годах. Центр — городской посёлок Василишки, с 1954 года — городской посёлок Острына.

## История
Василишковский район был образован в 1940 году в составе Барановичской области. В 1944 году передан в новую Гродненскую область. По данным на 1 января 1947 года площадь района составляла 0,7 тыс. км². В него входили 2 посёлка (Василишки и Острина) и 12 сельсоветов:
- Бакштовский
- Березовский
- Василишковский (центр — д. Старые Василишки)
- Костеневский
- Мотыльский
- Нарошский
- Новодворский
- Острынский
- Пугачевский (центр — д. Большие Пугачи)
- Собакенцевский
- Шейбакпольский
- Шостаковский

Население района по состоянию на 1959 год — 33 056 человек (в т. ч. 2078 — городское население).
20 января 1960 года Василишковский район был упразднён, а его территория разделена между Радунским и Щучинским районами.
В состав Радунского района переданы сельсоветы Бакштовский, Василишковский, Мотыльский, Первомайский и Шостаковский; в состав Щучинского района — сельсоветы Костеневский, Нарошский, Новодворский, Острынский, Шейбакпольский и городской поселок Острына.